# Heigoro Kuriyagawa
Heigorō Kuriyagawa (栗谷川 平五郎), född 4 oktober 1908 i Sapporo, död 20 februari 1993, var en japansk längdskidåkare och backhoppare. Han deltog i de olympiska spelen i Lake Placid 1932 i både längdskidåkning och i nordisk kombination. På  18 kilometer kom han på 12:e plats, men på den längre distansen ingick han i den stora skaran som bröt 50 kilometer. På nordisk kombination kom han på 20:e plats.

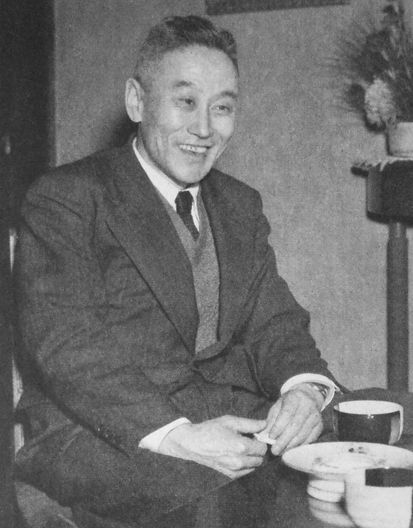